# Cistícola refiladora
La cistícola refiladora (Cisticola pipiens) és una espècie d'ocell passeriforme de la família Cisticolidae pròpia del sud d'Àfrica central.

## Hàbitat i distribució
Principalment es troba al sud de l'Àfrica central, distribuïda per Angola, Botswana, Burundi, Namíbia, el sud de la República Democràtica del Congo, Tanzània, Zàmbia i Zimbàbue.
L'hàbitat natural són els aiguamolls i els herbassars humits tropicals.